# جری آفری
جری آفری (انگلیسی: Jerry Afriyie؛ زادهٔ ۱۰ دسامبر ۲۰۰۶) بازیکن فوتبال اهل غنا است. او در پست مهاجم برای باشگاه اسپانیایی سی دی لوگو به صورت قرضی از باشگاه القادسیه عربستان سعودی بازی می‌کند.
وی در تیم‌های ملی فوتبال زیر ۲۰ سال غنا و غنا بازی کرده است.